# 虎！虎！虎！
《虎！虎！虎！》（英語：Tora! Tora! Tora!）是一部1970年发行的美國電影。 這部片的导演是理查德·弗莱彻，主演有馬丁·鮑爾薩姆、约瑟夫·科顿及山村聪等。本片再现了日军突袭珍珠港的始末。

## 演員
| 軍階/官職                    | 角色               | 演員                                          |
| ---------------------------- | ------------------ | --------------------------------------------- |
| 美國太平洋艦隊上將司令       | 哈斯本·金梅爾      | 馬丁·鮑爾薩姆 （華語配音：衛禹平）            |
| 大日本帝國海軍聯合艦隊司令官 | 山本五十六         | 山村聰 （華語配音：中叔皇；粵語配音：源家祥） |
| 美国战争部长                 | 亨利·刘易斯·史汀生 | 约瑟夫·科顿                                   |
| 美國海軍中將                 | 小威廉·海爾賽      | 詹姆斯·惠特莫爾                               |
| 大日本帝國海軍中佐           | 源田實             | 三橋達也 （華語配音：喬榛）                   |
| 大日本帝國海軍少將           | 山口多聞           | 藤田進                                        |
| 大日本帝國海軍中將           | 南雲忠一           | 東野英治郎 （華語配音：胡慶漢）               |
| 大日本帝國陸軍大將           | 東條英機           | 内田朝雄                                      |
| 大日本帝國首相               | 近衛文麿           | 千田是也 （華語配音：邱岳峰）                 |
| 大日本帝國海軍中佐           | 淵田美津雄         | 田村高廣 （華語配音：伍經緯）                 |
| 美國海軍上校                 | 約翰·厄爾          | 理查德·諾爾曼·安德森                          |

## 重造武器

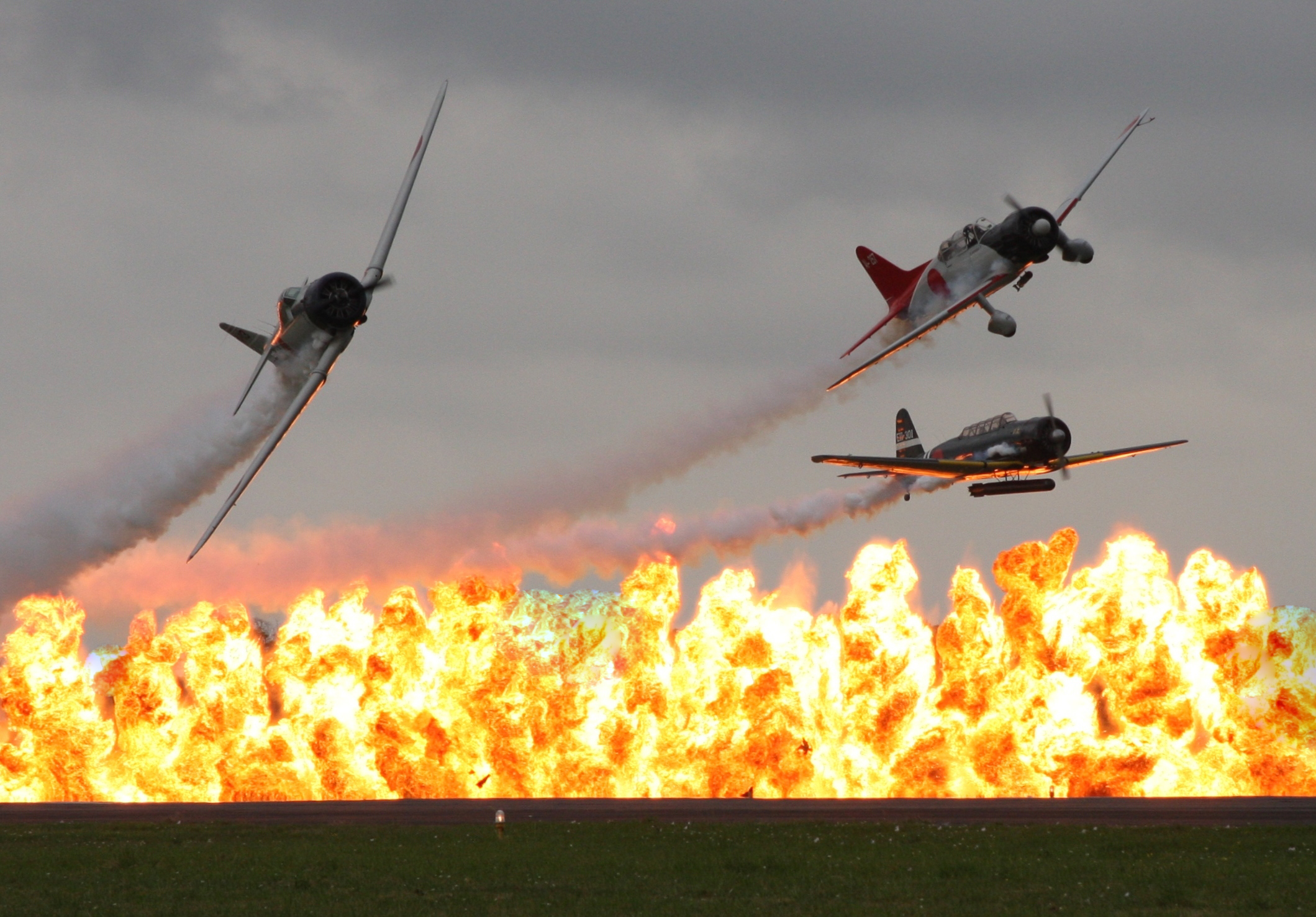
劇中的日軍飛機其實是用美國飛機改造

由於拍攝當時，第二次世界大戰已結束25年，要找回二戰時的武器來拍攝的話美國的還比較易找到，但日本的大多已經不存在了，為此劇組人員借了一艘已作為二線反潛航空母艦的約克鎮號航空母艦 (CV-10)充當日軍航空母艦，至於偷襲珍珠港的日軍三種飛機則改用美國飛機改造，其中T-6德州佬式教練機被改造成零式艦上戰鬥機

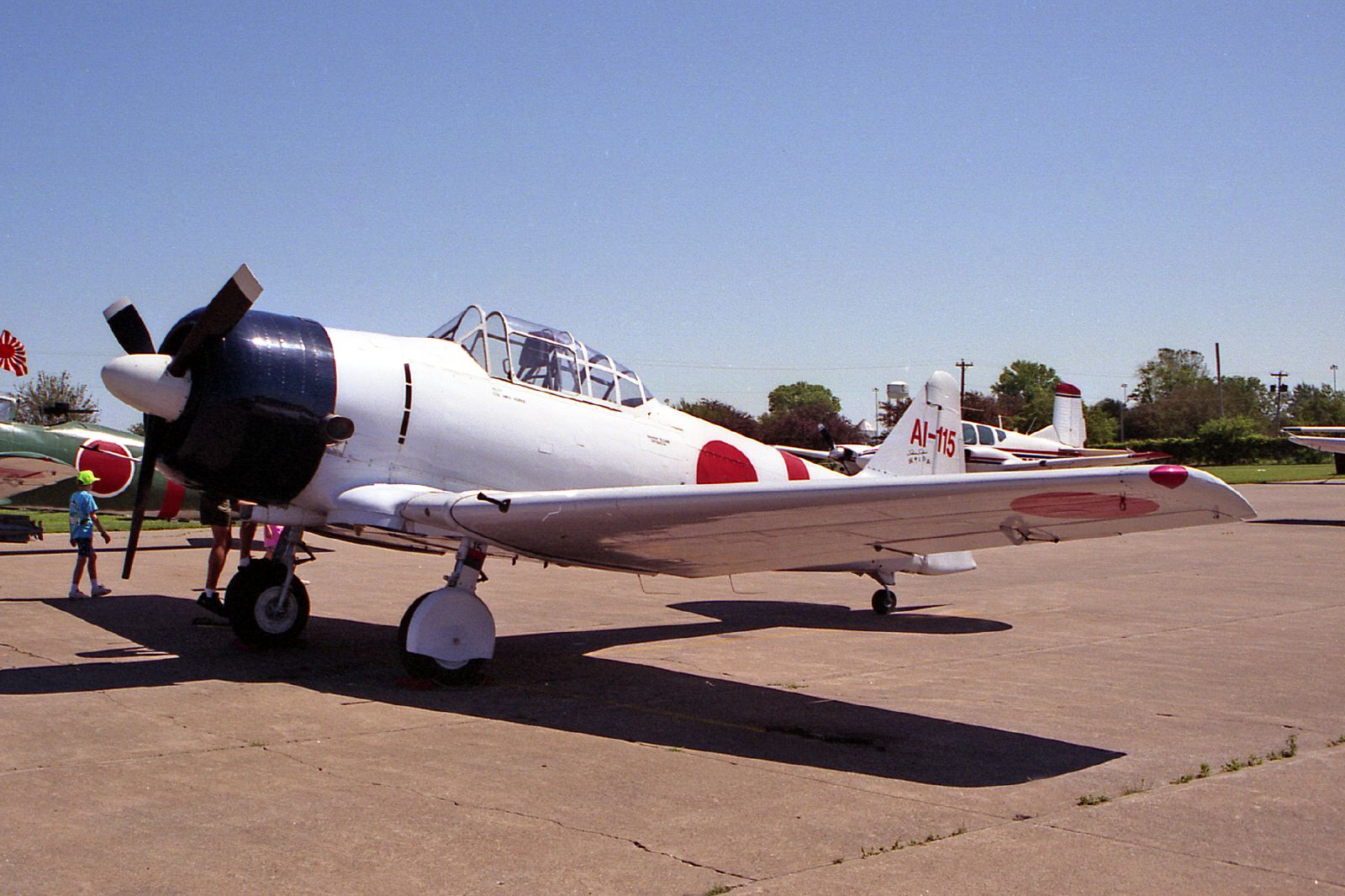
用美國T-6教練機改造的日軍零戰二一型

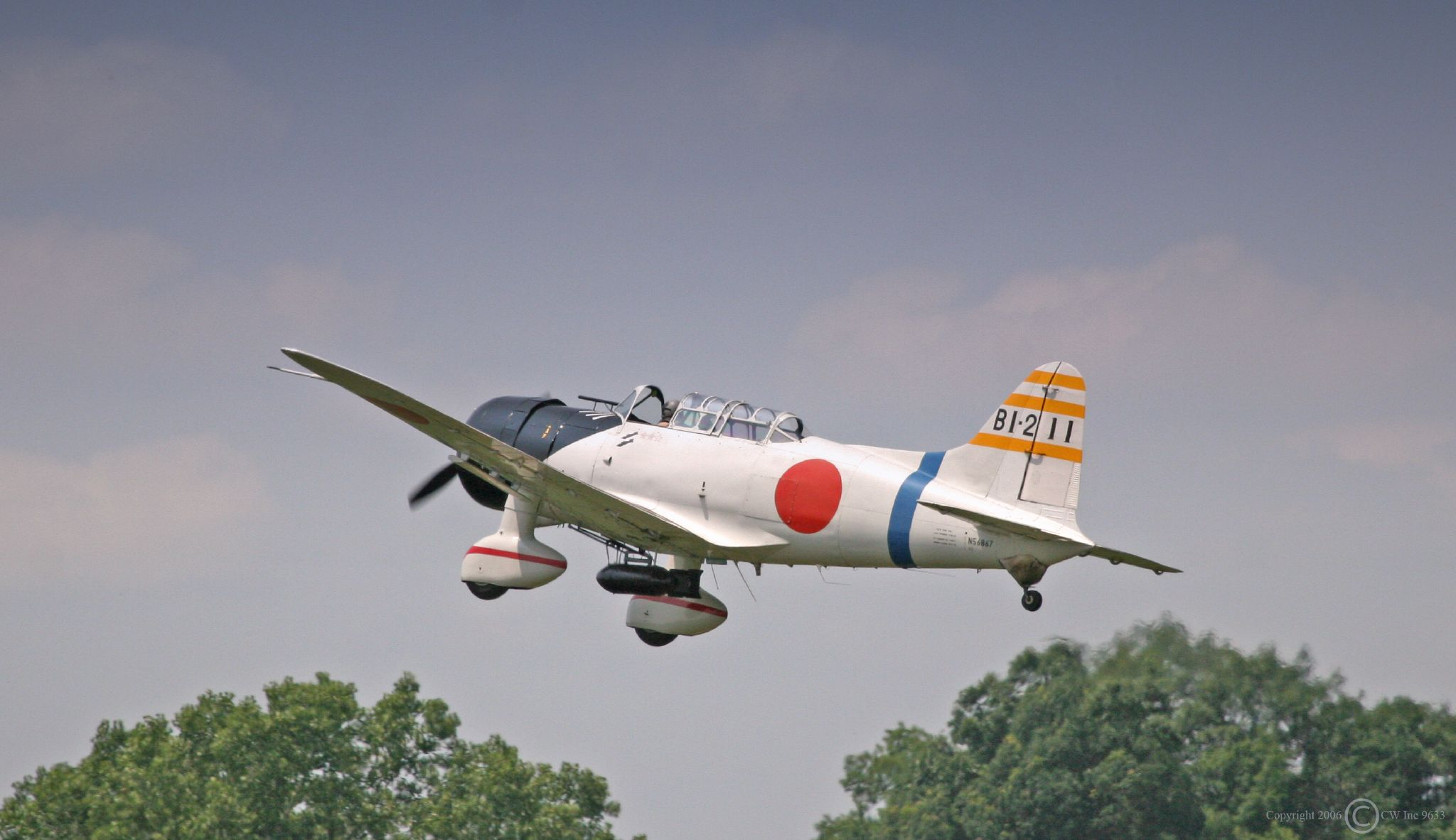
用美國BT-13教練機改造的日軍九九式艦上轟炸機

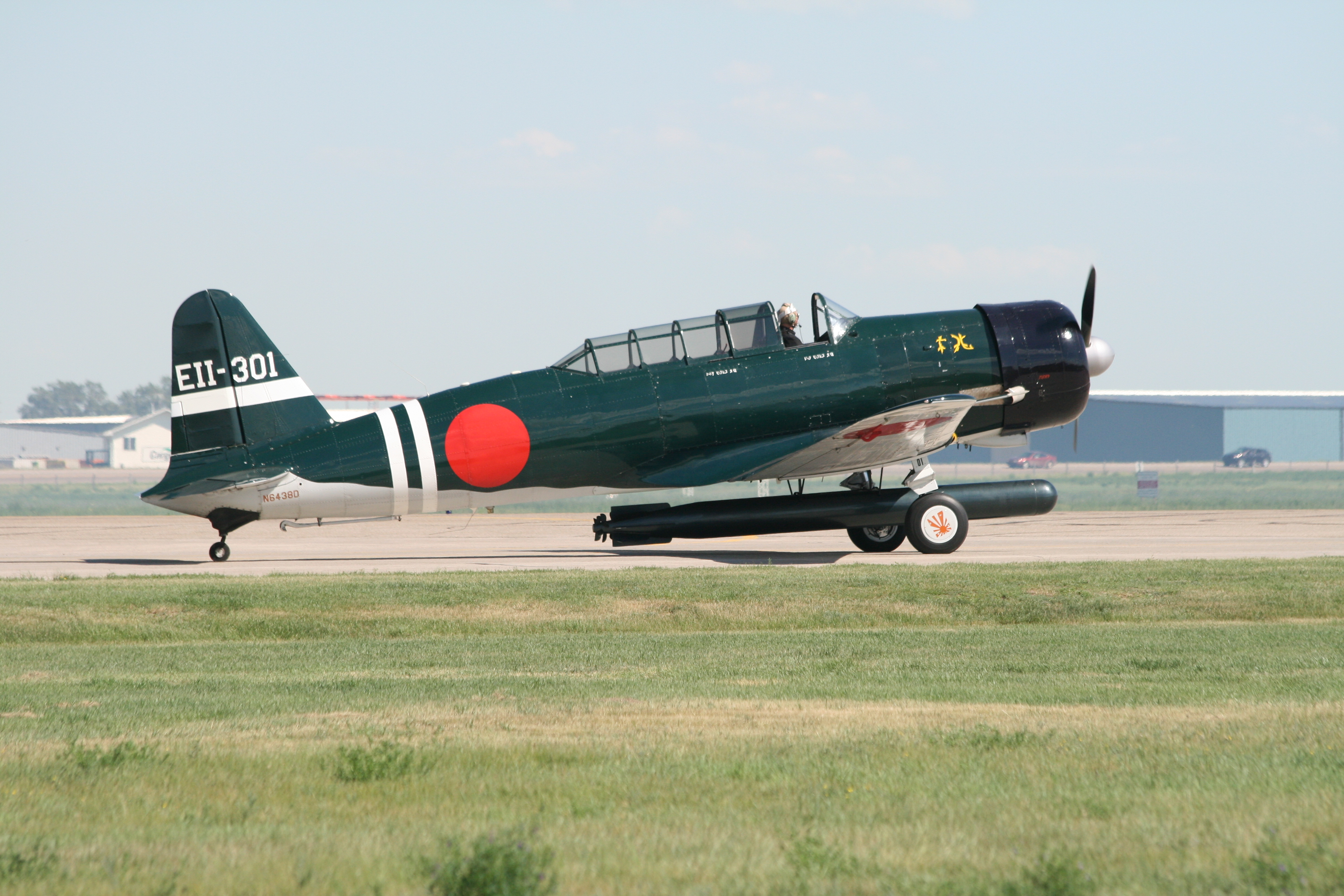
用美國BT-13、T-6教練機改造的日軍九七式艦上攻擊機

## 外部連結
- 互联网电影数据库（IMDb）上《虎！虎！虎！》的资料（英文）
- AllMovie上《虎！虎！虎！》的资料（英文）
- 爛番茄上《虎！虎！虎！》的資料（英文）
- 豆瓣电影上《虎！虎！虎！》的資料 （简体中文）
- Commemorative Air Force Tora! Tora! Tora! Group site （页面存档备份，存于）

1. https://item.jd.com/10096761455306.html